# Hotarubi
株式会社hotarubi（英: hotarubi Inc.）は、日本のソフトウェア開発およびサウンドクリエイティブ事業を展開する会社。
2021年からは映像事業も立ち上げ、プロモーションビデオおよびミュージックビデオの制作も行っている。
グループ会社として、株式会社komorebi（komorebi Inc.）がある。

## 作品

### ゲーム
- 雑貨屋さんストーリーズ（開発・運営）
- ビーストバトルクロニクルZERO（開発・運営）
- 雑貨屋さん２（開発・運営）
- Re:ステージ！プリズムステップ（開発・運営）
- ミミアロマ（開発）

### その他
- 予知夢探偵〜小御門華の未発生事件ファイル〜（システム構築協力）
- ガールズバンドクライ（ロゴ・セット・プロップ制作）